# 史蒂夫·舒瓦茨 (病理学家)
史蒂夫·舒瓦茨（Stephen Schwartz，1942年1月1日—2020年3月17日），美国病理学家，华盛顿大学教授。他致力于血管生物学研究，研究血管和平滑肌细胞的组织。2020年，史蒂夫·舒瓦茨感染了COVID-19而去世。

## 生平
史蒂夫·舒瓦茨在1963年获得哈佛大学的生物本科学位，并于1967年获得波士顿大学的医学博士学位。他于1967年开始居住在华盛顿大学，并且于1973年从该大学获得病理学博士学位。史蒂夫·舒瓦茨曾于1973年至1974年间担任美国海军医学中心的病理学副主任。
在华盛顿大学就任期间，史蒂夫·舒瓦茨于1974年至1979年间任病理学助理教授，1979年至1985年间任副教授，从1984年起成为正式教授，期间一直为医学和生物工程系的兼职教授。他帮助建立了北美血管生物学组织，并于2001年设立了Earl P. Benditt奖，用于表彰于生物学或病理学界有杰出贡献的人。同年，史蒂夫·舒瓦茨获得了Earl P. Benditt奖。